# حلزون دریایی پشت‌سیاه
حلزون دریایی پشت سیاه (نام علمی: Chelidonura amoena) نام یک گونه از فرورده پشت‌آبششان است.حلزون دریایی پشت سیاه در نواحی گرمسیری واقع در اقیانوس هند-آرام به‌سر می برد.